# Новая Кукковка
Новая Ку́кковка (Ку́кковка-I) — район города Петрозаводска, расположенный в южной части города. Граничит с городскими районами Голиковка, Старая Кукковка, Южная Кукковка, Курган, посёлком Лососинка.

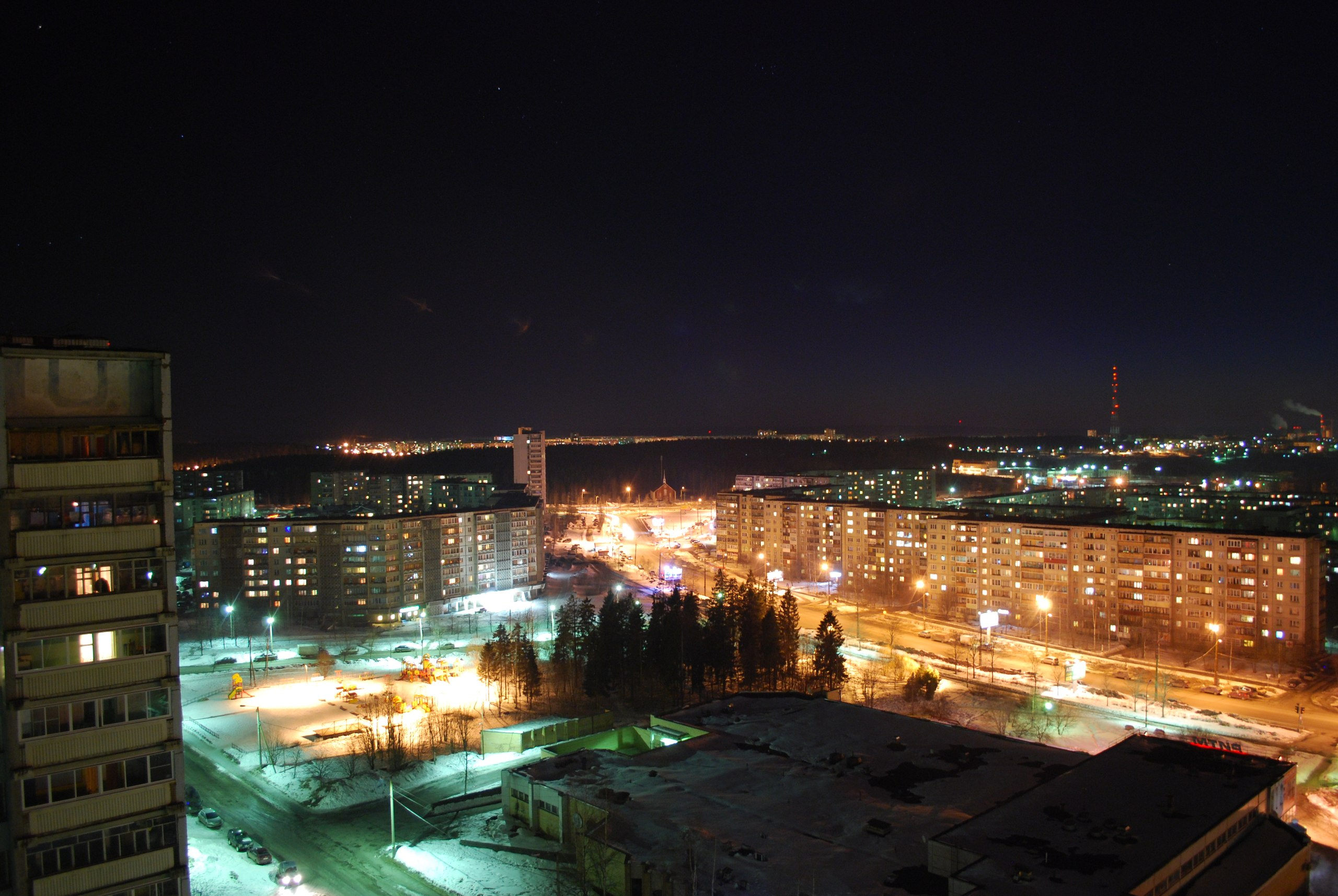
Новая Кукковка

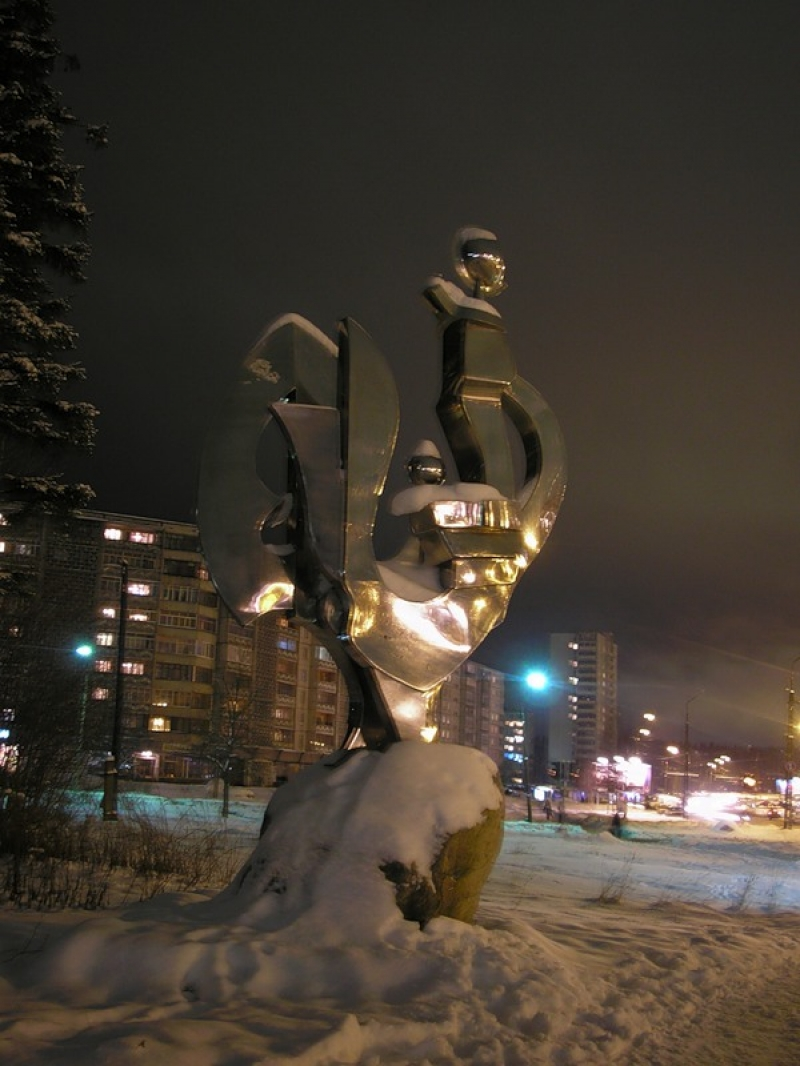
«Кукковский петух»

Район назван по существовавшему рядом посёлку Кукковка. Название посёлку дала гора Кукковка, на которой располагается район. По одной из версий, в названии закрепилось карельское слово kukko — «петух». Этимология названия символически отражена в скульптуре «Кукковский петух» на улице Г. Ровио — главной магистрали района. Возможно, слово «Кукковка» является переводом названия другого района города — Петушки. Согласно другой версии, название района происходит от вепсского слова kuk — «гора, холм, вершина горы». Кукковка является горой.
Слово «Новая» в топониме отражает время появления этой части Кукковки (по сравнению с бывшим посёлком Кукковка, а ныне районом Старая Кукковка). Во втором названии района (Кукковка-I) цифра «I» означает первоочерёдность строительства многоэтажных домов на Кукковке (планировалось, что после окончания строительства Кукковки-I начнётся строительство Кукковки-II на месте Старой Кукковки).

## Территориальное деление района
В состав жилого района Кукковка-I входит 6 микрорайонов.
- Кукковка-1 — микрорайон, ограниченный улицей Генерала Фролова, улицей Ровио, улицей В. М. Парфёнова и Балтийской улицей.
- Кукковка-1А — микрорайон, ограниченный улицей В. М. Парфёнова, улицей Ровио, Лыжной улицей, Балтийской улицей.
- Кукковка-2 — микрорайон, ограниченный улицей Ровио, Балтийской улицей и Комсомольским проспектом.
- Кукковка-3 — микрорайон, ограниченный улицей Ровио, Сортавальской улицей, Комсомольским проспектом и Карельским проспектом.
- Кукковка-4 — микрорайон, ограниченный Карельским проспектом, Сортавальской улицей и Питкярантской улицей.
- Кукковка-5 — микрорайон, ограниченный улицей Ивана Торнева, улицей Ровио и Лыжной улицей

## Улицы района

### Существующие улицы
- Балтийская улица
- Улица В. М. Парфёнова
- Улица Генерала Фролова
- Карельский проспект (также и на Южной Кукковке, Кургане, в посёлке Лососинка)
- Комсомольский проспект (также и на Голиковке, Южной Кукковке, в посёлке Лососинка)
- Лыжная улица (также и на Старой Кукковке)
- Питкяранская улица
- Улица Ровио
- Сортавальская улица
- Улица Торнева

### Ликвидированные улицы
- Улица Попова
- Курганское шоссе (также и на Кургане)
- часть Лесной улицы (существующий участок улицы сохранился на Голиковке)
- часть улицы Котовского (существующий участок улицы сохранился на Старой Кукковке)
- часть Лыжного переулка (существующий участок переулка сохранился на Старой Кукковке)
- часть Сосновой улицы (существующий участок улицы сохранился на Старой Кукковке)
- часть улицы Лермонтова (существующий участок улицы сохранился на Старой Кукковке)

## История района
Застройка района началась в 1975 году. Основное строительство было закончено к 1983 году.
В 1980-х годах часть района Старая Кукковка (от чётной стороны Лыжной улицы до ныне ликвидированной улицы Попова) и часть района Голиковка (в районе бывшего Курганского шоссе) были отнесены к Новой Кукковке. В начале 1990-х годов часть застройки по нечётной стороне Лыжной улицы была также отнесена к Новой Кукковке.
Удачное градостроительное решение микрорайона Кукковка-3 отмечено Дипломом I степени на II Всероссийском смотре.

## Достопримечательности Новой Кукковки
В районе установлен памятник Густаву Ровио на одноимённой улице. Также Новую Кукковку украшает скульптура «Кукковский петух», расположенная на углу Сортавальской улицы и улицы Ровио.
На Новой Кукковке установлено несколько памятных досок — И. М. Торневу (улица Торнева), В. М. Парфёнову (улица Парфёнова), Генералу Фролову (улица Генерала Фролова), (Лыжная улица).
В частично разрушенном состоянии находятся скульптуры сказочных героев на улице Ровио (ныне окончательно утрачены). На улице Торнева ранее располагась скульптура «Дружба народов» (ныне утрачена).
В 1979 году в домах на улице Парфенова проходили съёмки художественного фильма «Отпуск в сентябре» с Олегом Далем в главной роли.

## Основные учреждения и предприятия района

### Образование
Средние школы № 2, 5, 34, лицей № 13, центр образования, детские сады (№ 11, 71, 91, 95, 99, 100, 102), детский дом № 1 и музыкальная школа.

### Культура
На Новой Кукковке работают библиотека № 3 имени Н. А. Клюева и библиотека № 20.
Ранее на Лыжной улице функционировал кинотеатр «Строитель», в котором с конца 1990-х годов располагается телекомпания «Ника+».

### Торговля
В районе имеется большое количество магазинов и несколько торговых центров, крупными из них являются универсам «Ритм», «Добрыня», «Кукковский» («V-маркет»).
Также до 2010 года работал Кукковский рынок «Ювенал», на месте которого в настоящее время находится гипермаркет «Магнит».

### Спорт
На Новой Кукковке находятся картодром «Карелия» и Петрозаводский скалодром.

## Транспорт

###### Автобус
Новую Кукковку обслуживает 8 автобусных маршрутов:
- № 2 «Кемская улица — Сулажгора», соединяет Новую Кукковку с Пятым посёлком, Сулажгорой, Старой Кукковкой и Ключевой[5];
- № 9 «Кемская улица — Сулажгора», соединяет Новую Кукковку с Древлянкой, Ключевой и Сулажгорой[6];
- № 21 «Балтийская улица — Балтийская улица» (кольцевой), соединяет Новую Кукковку с Центром, Первомайским и Октябрьским[7];
- № 22 «Балтийская улица — Балтийская улица» (кольцевой, обратный маршруту 21), соединяет Новую Кукковку с Центром, Октябрьским и Первомайским[8];
- № 25 «ТИЗ Усадьба — ДСК», соединяет Новую Кукковку с Голиковкой, Октябрьским и Старой Кукковкой[9];
- № 26 «Кемская улица — Финский проезд», соединяет Новую Кукковку с Голиковкой, Центром, Перевалкой, Древлянкой и Ключевой[10];
- № 30 «Лыжная улица — ст. Томицы», соединяет Новую Кукковку с Южной Кукковкой, Древлянкой, Перевалкой, Центром, Первомайским, Сулажгорой и поселком Сулажгорского кирпичного завода.[11]
- № 31 «Лыжная улица — Садовый центр», соединяет Новую Кукковка Южной Кукковкой, Центром, Первомайским, Октябрьским и Тепличный[12].

###### Троллейбус
Новую Кукковку обслуживает 2 троллейбусных маршрута:
- № 5 «Лыжная улица — ДСК», соединяет Новую Кукковку с Центром и Октябрьским районом;[13]
- № 7а «Лыжная улица — улица Корабелов», соединяет Новую Кукковку с Ключевой.[14]